# Bocchus

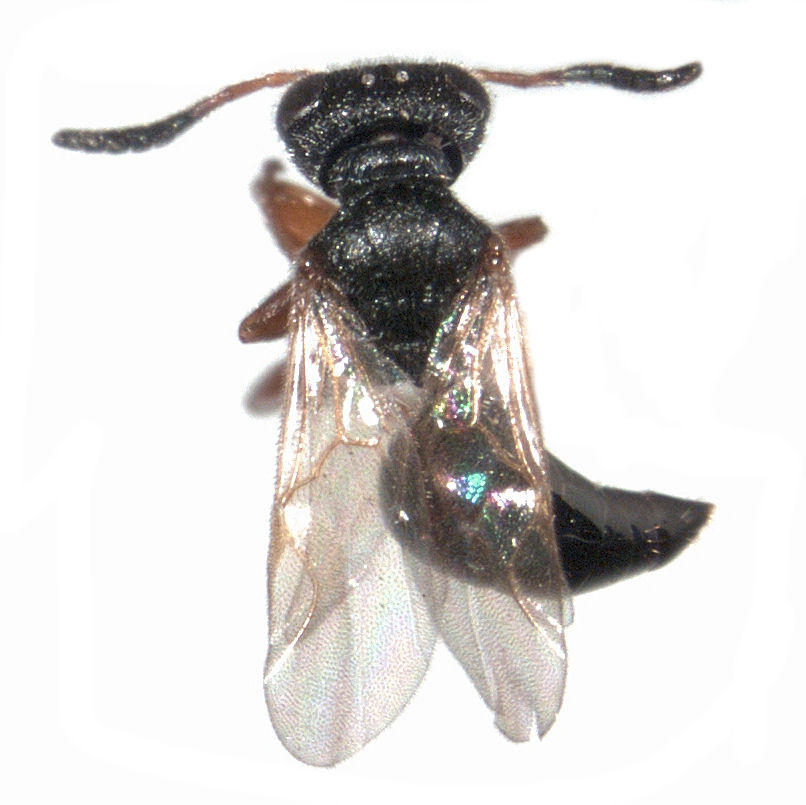
Самка осы Bocchus thorpei

Bocchus  (лат.) — род мелких ос из семейства Dryinidae.

## Описание
В челюстях по 3—4 зубца. Для самцов характерны рудиментарные средние зубцы мандибул. Нижнечелюстные щупики состоят из 6, а нижнегубные — из 3 члеников. У самок на передних лапках есть клешня для удерживания цикадок семейства Issidae, в тот момент, когда они их временно парализуют и откладывают свои яйца. На пятом членике передних лапок одна преапикальная ламелла. Средние голени со шпорой. Вертлуг передних ног вдвое длиннее своей ширины. На увеличенном коготке передних лапок как минимум один зубец.

## Систематика
Древняя группа бетилоидных ос. Известны ископаемые виды из Доминиканского янтаря (†Bocchus vetustus) и из меловых отложения Магаданской области (†Bocchus cenomanianus).  В Неотропике около 10 видов. В Палеарктике 9 видов, для СССР указывалось 2 вида, длина которых около 3 мм.
- Bocchus argentinus Olmi, 1999 — Аргентина[4]
- Bocchus boharti Olmi, 1989 — Аргентина, Боливия, Мексика[4]
- †Bocchus cenomanianus Olmi, Rasnitsyn & Guglielmino, 2010 — Меловые отложения в Магаданской области[3]
- Bocchus colombianus Olmi, 1989 — Колумбия[4]
- Bocchus europaeus (Bernard, 1939)
- Bocchus italicus Olmi, 1984
- Bocchus lautereri Olmi, 1998
- Bocchus menkei Olmi, 1996 — Венесуэла[4]
- Bocchus neotropicus Olmi, 1986 — Аргентина, Бразилия, Коста-Рика, Мексика, Перу[4]
- Bocchus opacus Olmi, 1992 — Аргентина[4]
- Bocchus paglianoi Olmi, 1984
- Bocchus ruber Olmi, 1989 — Коста-Рика[4]
- Bocchus scaramozzinoi Olmi, 1984
- Bocchus scobiolae Nagy, 1967
- Bocchus sinensis Xu & He, 1997 — Китай[6]
- Bocchus slovacus Strejcek, 1964 — Западная Европа, Литва[5]
- Bocchus thorpei Olmi, 2007 — Новая Зеландия[7]
- Bocchus umber Olmi, 1984
- Bocchus vernieri Olmi, 1995
- †Bocchus vetustus Olmi, 1989 — Доминиканская Республика (в янтаре)[3][4]